# Болгарчево
Болгарчево (болг. Българчево) — село в Благоевградской области Болгарии. Входит в состав общины Благоевград. Находится примерно в 3 км к северо-западу от города Благоевград. По данным переписи населения 2011 года, в селе  проживало 320 человек, преобладающая национальность — болгары.

## Население
| Год     | 1934 | 1946 | 1956 | 1965 | 1975 | 1985 | 1992 | 2001 | 2011 |
| ------- | ---- | ---- | ---- | ---- | ---- | ---- | ---- | ---- | ---- |
| Жителей | 646  | 708  | 670  | 520  | 412  | 386  | 379  | 340  | 320  |

|  |